# EX-318
La carretera EX-318 es de titularidad de la Junta de Extremadura. Su categoría es local. Su denominación oficial es   EX-318 , de Pallares a   N-630 .